# Fruta tropical

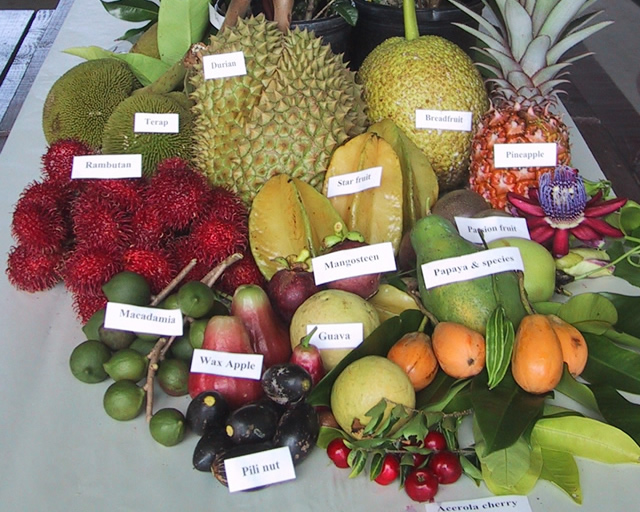
Ejemplos de frutas tropicales: rambutan, durián, frutipan, piña, nuez de macadamia, jamalac, nueces de pili, mangostino, cerezo, papaya y granadilla.

Una fruta tropical es una fruta proveniente de las zonas de clima tropical o subtropical. Las frutas tropicales tienen en común en la gran mayoría de los casos, el no poder soportar las temperaturas frías cercanas o inferiores a 0 °C; a diferencia de las frutas de clima templado o frío; y llegando a ser dañadas o tener trastornos en el desarrollo cuando la temperatura cae por debajo de 4 °C.
Los países exportadores de frutas tropicales están en el Lejano Oriente, América Latina, el Caribe y, en menor medida en África. Las cuatro principales frutas por volumen de exportación son el mango, la piña, la papaya y el aguacate. 
Las frutas tropicales son a menudo llamadas «frutas exóticas» en los países donde son importadas y consumidas, aunque este término no hace referencia a ninguna realidad biológica y no designa ninguna fruta procedente de un hábitat en particular.

## Hábitat

Distribución de los climas tropicales (verde claro) en el mundo.

Por definición, el clima tropical es un tipo de clima presente en las regiones entre los trópicos, desde las latitudes 15 a 25° Norte y Sur, pero las frutas tropicales no se limitan a estas áreas. Hay regiones en latitudes más altas, donde las condiciones climáticas son similares a las de los trópicos. Por estas razones, se acepta que el clima tropical se extiende hasta el paralelo trigésimo.
Lo que caracteriza a las frutas tropicales no es el área geográfica donde crecen sino principalmente por el clima circundante. Sin embargo igualmente existen frutas tropicales que presentan una mayor tolerancia a temperaturas más bajas, y se cultivan en zonas menos cálidas que no están clasificadas como tropicales o subtropicales, pero que gozan de un ambiente cálido, temperatura constante y una temperatura media de 27 °C; siendo consideradas algunas de ellas igualmente como frutas de clima mediterráneo.

## Mercado de frutas tropicales
Respecto a los mercados donde son exportadas las frutas tropicales; la Unión Europea es un mercado con un nivel de vida elevado, que exige calidad en los productos que adquiere y está abierto para las frutas tropicales enmarcada en el estudio. El mercado Europeo está dominado en el comercio al detalle con la distribución moderna bajo las formas de supermercados y de hipermercados. Estas formas de distribución controlan según los países entre 50 y 75 % de las ventas al detalle (Secretaría General de la Comunidad Andina, 2000).
El mismo autor menciona que la calidad en Europa se declina sobre cuatro aspectos fundamentales:
La normalización de los productos.
La calidad gustativa.
La calidad sanitaria y la estricta limitación de residuos sobre los productos alimentarios.
El reciclado de los empaques así como su tratamiento a base de productos químicos.
Es importante mencionar que Europa tiene formatos de presentación para los productos que importa, uno de los principales es que los productos que vienen empacados y estivados en paletas deben tener las medidas siguientes: paletas de 0.8 metros de ancho con una altura de 1.20 metros o paletas de 1 metro de ancho con 1.20 metros de altura.
En Europa la comercialización de frutas tropicales es principalmente realizada por las grandes redes de distribución, las cuales están bien organizadas y disponen de infraestructuras gigantescas de almacenaje y medios de distribución rápidos al detallista. Esto las hace muy competitivas y poderosas para hacer presión en las calidades, presentación y en los precios de los productos importados.
Cabe destacar que la Unión Europea en enero del 2002 tendrá al Euro como moneda única de negociación internacional, la cual deberá rápidamente adquirir un fuerte valor en el mercado, donde todas las transacciones comerciales serán hechas en Euro.
La entrada de las frutas tropicales al mercado Europeo se da por vía marítima y aérea, sin embargo por razones de logística y costos la primera es la más utilizada. La vía aérea es más utilizadas para el transporte de frutas perecederas y en los países que no disponen de la logística marítima.
En Europa las frutas tropicales que utilizan el transporte marítimo en su mayoría llegan a los principales puertos Europeos de países como Francia, Holanda, Alemania, Italia y Reino Unido, los cuales tienen una logística muy bien desarrollada.
Es importante mencionar que de las importaciones de frutas que realizan los países antes citados, parte son reexportadas al resto de Europa, lo cual explica muy bien él porque las importantes exportaciones que reflejan estos países en las estadísticas recopiladas (ver anexos).
Una vez del arribo de los productos desde los puertos o aeropuerto son llevados hacia los centros de distribución que tienen los países importadores como por ejemplo en España esta la red MERCA que funciona como centro de acopio y distribución a los detallistas como supermercados e hipermercados.
Dentro de las frutas tropicales enmarcadas en el estudio algunas son más conocidas que otras y ocupan diferentes porcentajes de cuotas en el mercado.
Los resultados del cuadro 1 muestran en orden de importancia las frutas tropicales más exportadas a la Unión Europea por países de otros continentes. En volúmenes de toneladas métricas la mayor cantidad la ocupan las piñas con 40.8 % del mercado, luego están los melones con 22.8 %, le siguen los aguacates con 15.9 %, guayabas, mangos y mangostanes con 15.5 %, las sandías con 3.0 % y finalmente las papayas con 2.0 %.
Cuadro 1. Exportaciones de frutas tropicales a la Unión Europea.
```
	Toneladas métricas
	1997	1998	1999	Total	% Total
```

Piñas	207.405	195.394	253.076	655.875	40,8
Melones	97.697	118.722	150.437	366.856	22,8
Aguacates	87.844	86.231	80.983	255.058	15,9
Guayabas, Mangos y Mangostanes	66.146	76.850	107.031	250.027	15,5
Sandías	14.204	14.799	18.803	47.806	3,0
Papayas	9.203	11.065	12.496	32.764	2,0
Total	482.499	503.061	622.826	1.608.386	100
Fuente: Base datos COMEX de EUROSTAT y elaboración propia

### Producción

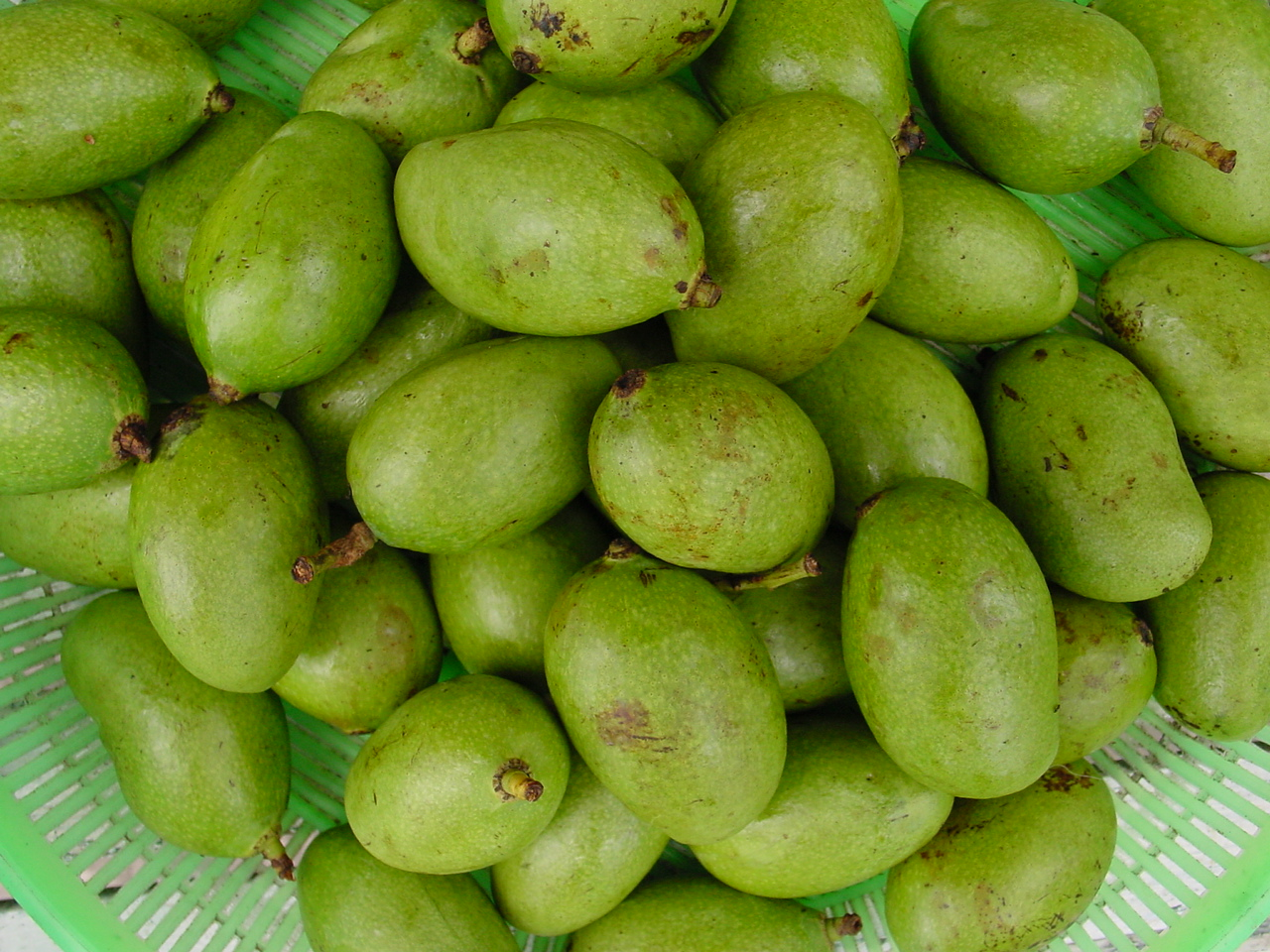
Mango.

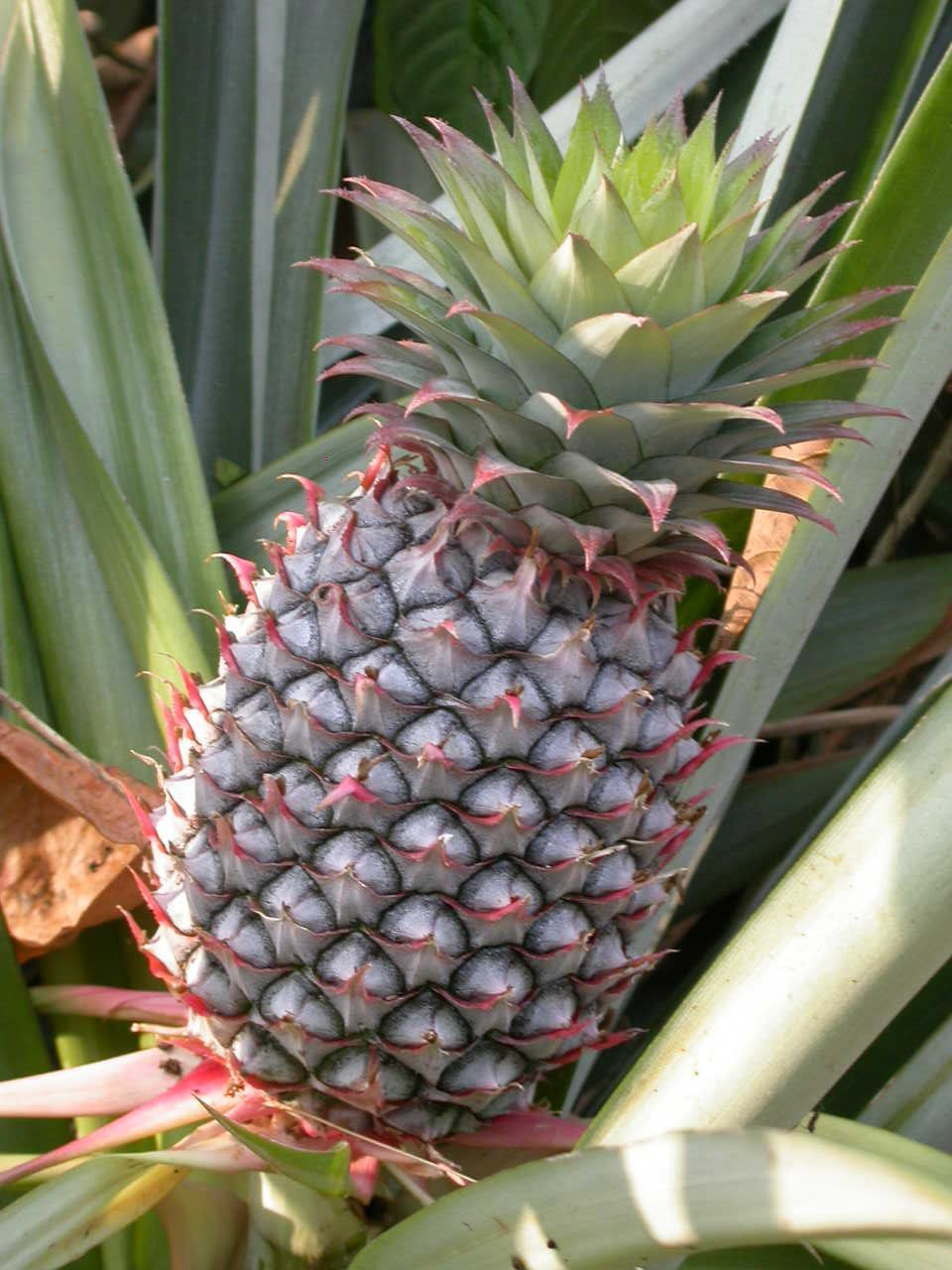
Piñas.

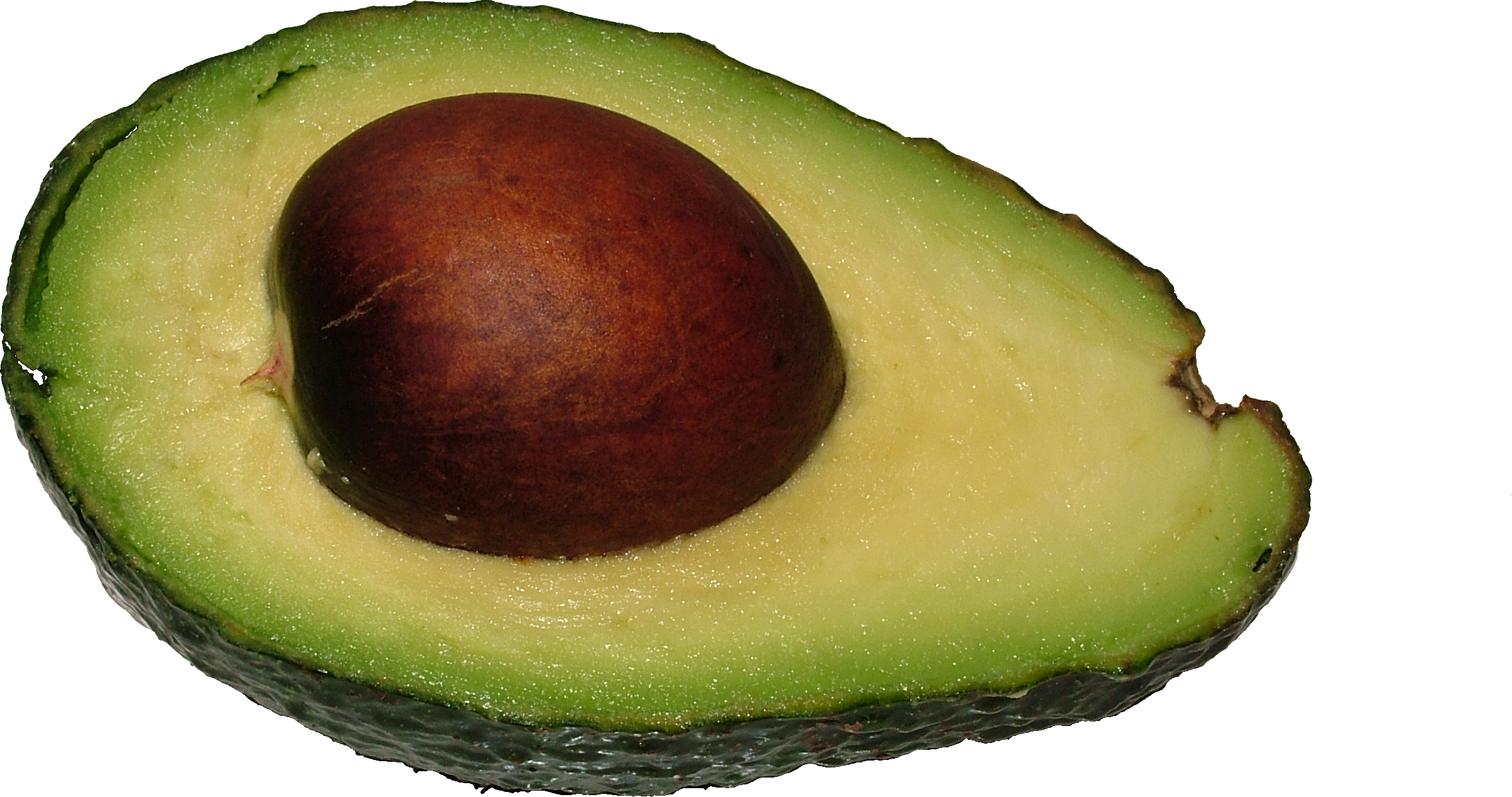
Aguacate.

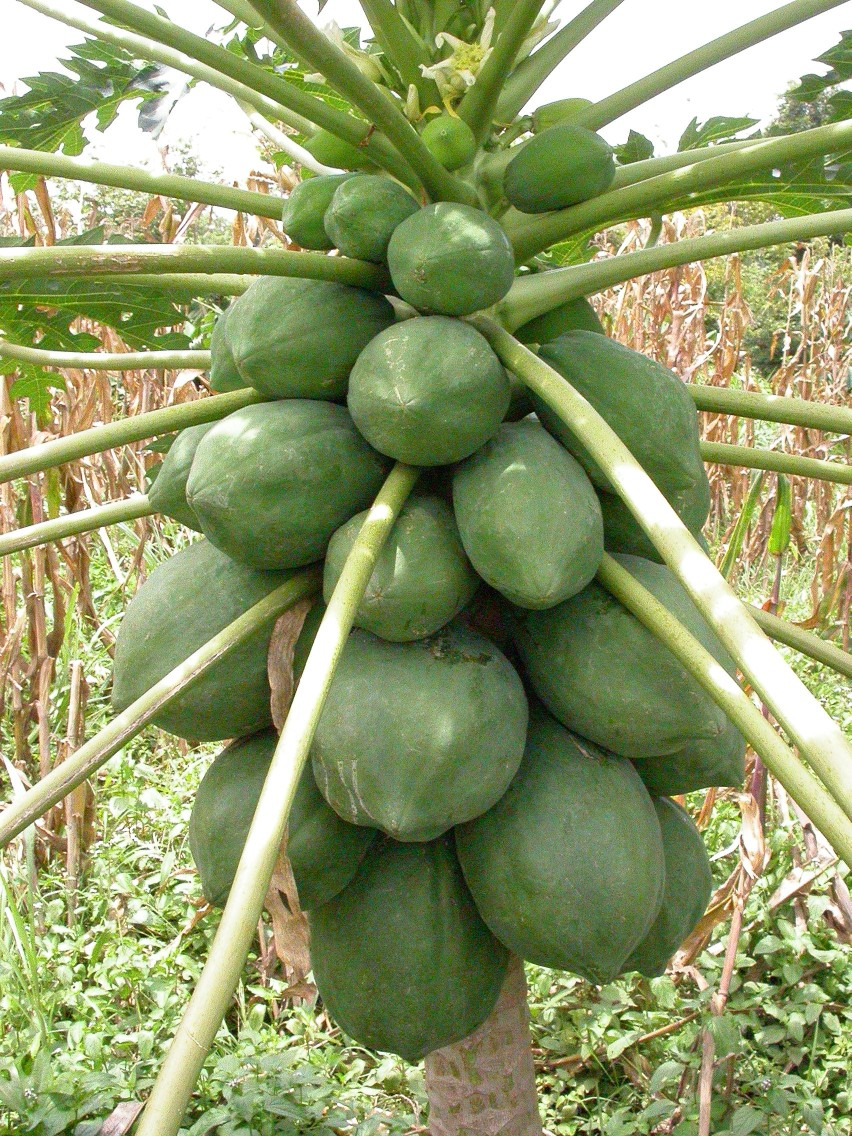
Papaya.

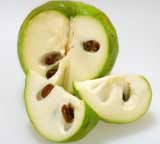
Chirimoya.

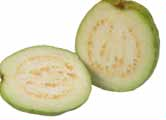
Guava.

El 98% de los países productores de frutas tropicales son países en desarrollo mientras que los países desarrollados representan alrededor del 80% de los países importadores de estas frutas. La participación de los países en desarrollo fue del 96% en 1988-90 y se espera que aumente al 99% en 2010. Las frutas tropicales, incluidas las más cultivadas, la piña, el mango, el aguacate y la papaya, representan aproximadamente el 75% de las exportaciones de productos frescos tropicales.
En 2004, la producción mundial de frutas tropicales se ha estimado en 67,7 millones de toneladas, entre las que las cuatro frutas llamadas "frutas tropicales mayores, representan la mayor parte: 
- el mango 24,3 millones de toneladas, el 36% de la de la producción);
- la piña (15,5 millones de toneladas y el 23%);
- la papaya (8,5 millones de toneladas y 12,6%);
- el aguacate (3,3 millones de toneladas y 4,8%).[7]

Estas cuatro frutas representan el 75% de la producción mundial de frutas tropicales y el 90% de las exportaciones. El resto de la producción, la descrita como "productos tropicales menores", incluye el rambután, lichi, durian, la guayaba y fruta de la pasión por un total de 16 millones de toneladas.
|                    |                          | Años      |        |        |        |
| Grupo de frutas    | Frutas                   | 1999-2001 | 2002   | 2003   | 2004   |
| FRUTAS PRINCIPALES | Mango                    | 22 254    | 24 554 | 23 864 | 24 337 |
| FRUTAS PRINCIPALES | India                    | 10 184    | 11 345 | 10 800 | 10 800 |
| FRUTAS PRINCIPALES | Tailandia                | 1598      | 1750   | 1750   | 1750   |
| FRUTAS PRINCIPALES | México                   | 1548      | 1413   | 1362   | 1655   |
| FRUTAS PRINCIPALES | Piñas                    | 14 540    | 15 144 | 15 053 | 15 480 |
| FRUTAS PRINCIPALES | Filipinas                | 1581      | 1636   | 1696   | 1700   |
| FRUTAS PRINCIPALES | Tailandia                | 2035      | 1700   | 1700   |        |
| FRUTAS PRINCIPALES | China                    | 1234      | 1348   | 1475   |        |
| FRUTAS PRINCIPALES | Aguacate                 | 2998      | 3106   | 3276   |        |
| FRUTAS PRINCIPALES | México                   | 909       | 897    | 905    | 1040   |
| FRUTAS PRINCIPALES | Indonesia                | 138       | 238    | 256    | 270    |
| FRUTAS PRINCIPALES | Estados Unidos           | 192       | 181    | 213    | 200    |
| FRUTAS PRINCIPALES | Papaya                   | 7029      | 8232   | 8401   | 8505   |
| FRUTAS PRINCIPALES | India                    | 1670      | 2590   | 2600   | 2600   |
| FRUTAS PRINCIPALES | Brasil                   | 1444      | 1598   | 1600   | 1600   |
| FRUTAS PRINCIPALES | México                   | 705       | 689    | 791    |        |
| FRUTAS PRINCIPALES | Total frutas principales | 46 457    | 50 899 | 50 425 | 51 599 |
| FRUTAS MENORES     | Filipinas                | 2978      | 3200   | 3300   | 3300   |
| FRUTAS MENORES     | Indonesia                | 1353      | 2210   | 2832   | 3200   |
| FRUTAS MENORES     | India                    | 2850      | 2800   | 2900   | 2900   |
| FRUTAS MENORES     | Total frutas menores     | 13 370    | 14 913 | 15 612 | 16 102 |
|                    | Producción total         | 59 827    | 65 812 | 66 037 | 67 701 |

### Exportaciones
Las frutas tropicales son una fuente de alimentación en los países productores, pero su exportación es una fuente importante de ingresos. El 90% de la producción se consume localmente, el 5% se exporta como fruta fresca y el 5% en forma de productos transformados. En 2003, el valor de exportación de las frutas tropicales (frescas y transformadas) ascendió a 3,9 millardos de dólares. En 2004, América Latina y el Caribe representaron el 61% de las exportaciones de frutas tropicales frescas, el Lejano Oriente el 22% y África el 10%. En el mercado de las frutas, el Lejano Oriente representa el 75% de las exportaciones (las cifras de 2003).

### Importaciones
Los principales mercados importadores de frutas tropicales son los Estados Unidos, la Unión Europea y Japón y, en menor medida, Canadá y algunos países asiáticos (Singapur, Corea del Sur, China, Hong Kong, etc.). El 81% (el 41% para los Estados Unidos y el 32% para la UE) de las principales frutas tropicales han sido exportadas a países desarrollados.

## Lista no exhaustiva de frutas tropicales

### A
- Açaí, palmera de asaí, azaí, huasaí, palma murrapo, naidí, açaí, palma manaca(Euterpe oleracea)
- Acajou (véase Anacardo, Marañón)
- Acerola, semeruco, cereza de las Indias Occidentales, cereza de Barbados, cereza de Jamaica,  cereza de las Antillas (Malpighia glabra)
- Agracejo, abrilla, acetín, agracejo, agracejo oficinal, agracillo, agracillos, agracio, agraciu, agranzón, agrazón, agreilla, agrito, agruzejo, alargiz, alarguez, alarguiz, alguese, alrera, alro, arlera, arlo, aspalato, azota-Cristos, azote burdo, berberiles, berbero, berberís, borrachín, bérberis, bérbero, bérberoles, bérberos, escabrión, espina ramosa, espina romaza, espino, espino berberino, espino cambrón, garbanzón, granado, guindillas ásperas, tapaculo, vinagrera, vinagreras (Berberis vulgaris)
- Aguacate, aguaco, ahuaca, palta. (Persea americana)
- Aguaymanto, alquequenje peruano, capulí, poga poga, tomate silvestre, tomatillo, uchuva, uvilla  (Physalis peruviana)
- Almendro malabar, almendro de los trópicos, almendrón, falso kamani (Terminalia catappa)
- Amalaki (Phyllanthus emblica, syn. Emblica officinalis)
- Ambarella, jobo indio, yuplón, periba, ciruela del Pacífico, manzana de oro (Spondias dulcis)
- Anacardo, alcayoiba, cajuil, merey, castaña de cajú, marañon, marañón, nuez de la india, pajuil, jocote marañón, pepas (Anacardium occidentale)
- Piña, ananás (Ananas comosus o Ananas sativas)
- Anón, riñón, anona, anona del Perú, chirimoya, saramuyo  (Annona squamosa)
- Anón amazónico (Rollinia mucosa)
- Anona roja (Annona reticulata)
- Arazá, guayaba amazónica (Eugenia stipitata)
- Asimina triloba, asimina, pawpaw, banano de montaña (Asimina triloba)
- Ayahuasca, yagé, caapi, yagugue, mariri, pildé (Banisteriopsis caapi)
- Azufaifa, azofaifa, azofaifo, azofeifo, azufaifas, achifaifa, azofeifa, azufaifo, azufeifo, chincho, gínjol, ginjolero, jijolero, jinjol, jínjol, jínjolera, jinjolero, jinjoles, jujuba, zofaifo (Ziziphus zizyphus)

### B
- Babaco (Carica pentagona)
- Bacupari (Garcinia gardneriana)
- Bacuri, bacurí, bacury, bakuri, pacuri, pakuri, pakouri, packoeri, pakoeri, maniballi, naranjillo, bacurizeiro. (Platonia insignis)
- Bael (véase Membrillo de Bengala)
- Badea, tumbo gigante, quijón, badera, corvejo, motorro, granadilla de fresco, granadilla grande, granadilla para refrescos, granadilla de costa, granadilla real, parcha de Guinea, sandía de pasión, quijón, parcha granadilla, parcha, tumbo, granadilla, maracuyá gigante (Passiflora quadrangularis)
- Banana, plátano, banano, cambur, topocho, guineo (Musa × paradisiaca spp.)[9]
- Baniano (Ficus benghalensis)
- Baya Serendipia (Dioscoreophyllum cumminsii); véase también Monelina
- Bilimbi, pepino de indias, miembro, grosella china, vinagrillo (Averrhoa bilimbi)
- Borojó (Alibertia patinoi)

### C
- Cacao, árbol del cacao, cacaotero (Theobroma cacao)
- Caimito (Pouteria caimito)
- Cainito, manzana de leche, caimito, cayumito, abiaba, estrella, aguay (Chrysophyllum cainito)
- Calamansi, calamondina, calamansí, naranjo miniatura (Citrofortunella microcarpa)
- Calamondina (×Citrofortunella mitis)
- Cambucá, (Plinia edulis)
- Camu-camu (Myrciaria dubia)
- Canistel, fruta del huevo, mantel (Pouteria campechiana)
- Carambolo, torombolo, carambola, chiramelo, miramelo, tamarindo chino, tamarindo culí, árbol del pepino, carambolera, carambolero, fruta estrella, fruta china (Averrhoa carambola)
- Cardamomo, grana del paraíso (Elettaria cardamomum)
- Ceriman (Monstera deliciosa)
- Cempedak (Artocarpus integer)
- Chirimoya, chirimoyo, anón de manteca, anona, anona, cachimán, catuche, chririmoya, cherimoya, cherimalla, chirimorrinón, cherimoyales, anona del Perú, chirimoyo del Perú, cachimán de la China, corazón, catuche, mamón, momona, girimoya, masa, pac, pox  (Annona cherimola)
- Chicle (véase Chico zapote)
- Chicozapote, sapodilla, zapote de miel, goma de mascar (Achras/Manilkara zapota)
- Chile, ajíes, guindillas, pimiento (Capsicum spp.)
- Chontaduro, pijuayo, pupuña, pixbae, cachipay, pejibaye, tembe, chontaduro, chotaduro, pupunha,  (Bactris gasipaes)
- Cholupa, granadilla de hueso, granadilla de piedra, calabacito de indio, juju, ceibey cimarrón, parcha cimarrona (Passiflora maliformis)
- Chulupa, gulupa, curuba redonda, parcha, maracuyá púrpura, pasiflorine (Passiflora edulis f. edulis)
- Chumbera, tuna, nopal, chumbo, higo, higo chumbo, higo de tuna, higochumbo, higos blancos, higos blanquillos, higos de viña, higos malagueños amarillos, higos moscateles, higuera chumba, higuera de Indias, higuera de la India, higuera de pala, higuera de tuna, higuera tuna, nopalera, pala, penca, tunal (Opuntia ficus-indica)
- Ciruela india, badari, kul, ber, dongs, boroi, bor, beri, ciruela india, ponsigué (Ziziphus mauritiana)
- Coco (Cocos nucifera)
- Coco de mar, coco de mer, coco fesse, coco de las maldivas (Lodoicea maldivica)
- Cafetos (Coffea spp.)
- Cubeba, pimienta de Java (Piper cubeba)
- Cupuaçu, cacao blanco, copuazú, copoazú, copoasu, cupuazú, cupuassu, cupu assu, cacao blanco (Theobroma grandiflorum)
- Curuba, taxo, tumbo, parcha (Passiflora subsección Tacsonia spp.)

### D
- Dátil (fruto seco) (Phoenix dactylifera)
- Dátil-ciruela (Diospyros lotus)
- Durián, durión (Durio zibethinus)

### E
- Endrino mayor, ciruela damascena (Chrysophyllum oliviforme)

### F
- Fruta milagrosa, baya mágica (Synsepalum dulcificum)
- Frutipan, pan de fruta, pana, panapén, árbol de mazapán, pan de pala, frutepan, fruta de pan, pan del año, mapén, buenpán (Artocarpus altilis)

### G
- Granada, agrauz, agrios, albar, almegranas, alvarés, balaustia, balaustra, balaustria, balaustrias, balustia, cagines, de pasa, de piñón tierno, engranao, granada, granada agria, granada agria colorada, granada agridulce, granada albar, granada cagina, granada de viuda, granada diente de perro, granada dulce, granada dulce sin piñón, granada fina, granada frailera, granada herreña, granada miniatura, granada mollar sin hueso, granada silvestre, granada ácida, granadas, granado, granado agrio, granado borde, granado bravío, granado común, granado loco, granado silvestre, granao, graná, granás, magrano, manglanera, manglano, mangranero, mengranera, mengranero, migraña, milgrano, minglanera, mingranera, mingrano, mollar, piñonenca, román
- Granadilla, granada china, granada de moco, granadita, granadilla común, granadilla de China, parchita, parcha dulce, parcha importada   (Passiflora ligularis)
- Grano de terciopelo, pica, picapica, frijol terciopelo, chiporazo, chiporro, ojo de buey, ojo de venado, fogaraté, kapikachu, nescafe, grano del mar, kratzbohnen, konch, yerepe, atmagupta (Mucuna pruriens)
- Grosella de Tahití, grosella estrellada, acerolo (Phyllanthus acidus)
- Grumichama, cereza de Brasil (Eugenia brasiliensis)
- Guamúchil, espina de madras, tamarindo manila, yacure, cuauhmochitl , guamúchil, cuamúchil, huamúchil, guamá americano,ʻopiuma, kamachile (Pithecellobium dulce)
- Guanábana, catuche, guanaba, guanábana, piña, masasamba, guayabano, guyabano, yabana, guanábano, graviola, sinini, zapote agrio (Annona muricata)
- Guandul, gandul, guandú, frijol de palo, guandul, quinchoncho, chícharo, juan duro, arveja, chícharo. (Cajanus cajan)
- Guapurú, jaboticaba (Myrciaria cauliflora)
- Guaraná, cabo de chivo, escobillo, guayabillo, mijo, mizto, murta (Paullinia cupana)
- Guavaberry, rumberry (Myrciaria floribunda)
- Guayaba (Psidium spp.)
- Guayabo blanco (Eugenia uruguayensis)
- Guayabo peruano, guayabita del Perú  (Psidium cattleianum)
- Güira, jícaro, huacal, huacal de morro, mate, totuma, tapara, tutuma, calbasse, higüero (Crescentia cujete)

### I
- Icaco (Chrysobalanus icaco)
- Ilama (Annona diversifolia)
- Imbe (Garcinia livingstonei)
- Ingá, pacae, guama, mandraque, joaquiniquil, cajiniquil (Inga edulis)

### J
- Jagua, huito, jenipapo, jagua azul, jagua, jagua blanca, caruto iluale, yoale, tejoroso, maluco, tejoruco, shagua, xagua, yaguare (Genipa americana)
- Jamalac (Syzygium samarangense)
- Jambul, jambolán, pésjua extranjera (Syzygium cumini)
- Jatobá, guapinol, jatoba, algarrobo (Hymenae coubaril)
- Jobo, jocote, cajá, ubos, mango ciruelo, omora (Spondias mombin)
- Jobo de la India, mangostino, mangostán (Garcinia mangostana)
- Jocote, ciruela de huesito, (Spondias purpurea)

### K
- Kaki, caqui, pérsimo (Diospyros kaki)
- Korlan (Nephelium hypoleucum)
- Kumquat, quinoto, naranjo enano, naranjo chino (Fortunella spp.)

### L
- Lansones,  langsat, lansones. lanzonés, lansa, langseh, langsep, lanzon, lanzone, lansone, longkong, duku, kokosan, lòn bon, gadu guda, bòn bon (Lansium domesticum)
- Liliaque, huaje, guaje, peladera, huaje, acacia forrajera, acacia pálida, zarcilla, hediondilla, aromo blanco/a, aroma Boba, aroma mansa, barba de león, carbonero blanco, falso cují, flamboyán falsísimo, granadillo bobo, granadino, granolino, guaje, guaje blanco, guaslim, xaxim, guaxin, huaxin, huaje, leucaena, liliak, kiulilac, leleques, lino, lino criollo, macata, macata Blanca, mimosa, panelo, peladera, tamarindo silvestre, tamarindillo, tantan, tumbarabu, uaxi, guacis, uaxim, yaravisco, chapra (Leucaena leucocephala)
- Lilly Pilly Azul (Syzygium oleosum)
- Lima (Citrus spp.)
- Lima dedo (Citrus australasica)
- Litchi (Litchi chinensis)
- Longan, ojo de dragón (Dimocarpus longan)
- Lúcuma, lugma, meco, mamón (Pouteria lucuma)
- Luffa, estropajos vegetales, esponjas vegetales (Luffa spp.)
- Lulo (véase Naranjilla)

### M
- Macadamia, nuez de Macadamia, nuez de arbusto, nuez maroochi, nuez de Queensland, kindal kindal, jindilli] (Macadamia spp.)
- Madroño, harino, alazano, urraca, camarón, sálamo, aborio, agarullos, albocera, alborecera, alborocera, alborozas, alborozera, alborsos, alborto, alborzo, algorto, arbedeiro, arbocera, árbol de las fresas, árbol del azúcar, arborio, arborsos, arborzo, beduño, berrubiete, borrachín, borrachinal, borrubiete, borrubiote, borto, campanita, gurrubión, herbedo, hérbedo, madrollo, madrollos, madroña, madroñal, madroñera, madroñero, madroño común, merodo, modrollera, modrollos, modroño, muérdano (Arbutus unedo)
- Madroño Americano, almendro de montaña, achachairú, bacuripari, bacupari, brea huayo, charichuelo, manajú, ocoró, pakuri, sucurruche (Rheedia spp.)
- Mamey, albaricoque de las Antillas
- Mamey zapote, zapote (Pouteria sapota)
- Mamoncillo, quenepa, mamón, cotoperí, huaya, guaya, guayum, maco, papamundo, limoncillo, mamoncillo (Melicoccus bijugatus)
- Mangostán, mangostino, jobo de la India (Garcinia mangostana)
- Mango, melocotón de los trópicos (Mangifera indica)
- Manzana del elefante (Dillenia indica)
- Marañón, alcayoiba, castanha de caju, anacardo, castaña de cajú, cajuil, caujil, merey a la fruta, merey a la nuez, nuez de la india, pajuil, jocote marañón, pepas  (Anacardium occidentale) (en inglés, cashew)
- Maracuyá, chinola, fruta de la pasión, parcha, parchita, pasionaria (Passiflora edulis)
- Marula (Sclerocarya birrea)
- Melinjo (Gnetum gnemon)
- Melón, albudeca, alficos de valencia, alficoso, alpicoz, badea, cedraso, cogombro, cogombro anguino, cogombro dulce, cogombro luengo que se tuerce a modo de culebra, cogombro luengo, serpentino, cohombro, cohombro culebrino, cohombro dulce, cohombro serpentino, cohombros, combro, melona, meloncicos de secano, melonera, melones, melopepón, melón, melón amarillo, melón atigrado, melón bastardo, melón blanco, melón chincholat, melón chino, melón color de azufaifa, melón cosío, melón de astracán, melón de añover, melón de Chipre, melón de persia, melón de año , melón de cascarilla, melón de flor menuda, melón de flor negra, melón de invierno , melón de la tierra, melón de olor, melón de pezón verde, melón de pipa blanca, melón de verano, melón escrito , melón francés, melón gabachet, melón gemelo, melón listado, melón morisco, melón moscatel, melón negro, melón palestino, melón pepino, melón piel de sapo, melón pinta zapo, melón sarracénico, melón temprano, fofo y de poco gusto, melón valenciano, melón verde, melón verdegal, melón verdinegro, melón vero-negro, melón verrugoso, melón zapo, melón zate, melón-pepón (Cucumis melo)
- Melón amargo, cundeamor chino, melón amargo, balsamina (Momordica charantia)
- Membrillo, azamboa, azamboero de granada, bembrillas, bembrillero, bembrillo, cacho, codón, codonera, codoñato, codoñera, coduñer, gamboa, marmello, membrilla, membrillal, membrillar, membrillera, membrillero, membrillero común, membrillo, membrillo de Portugal, membrillo dulce, membrillo macho, membrillo real, zamboa, zamboa de granada, zamboero, zambua (Cydonia oblonga)
- Membrillo de Bengala (Aegle marmelos)
- Mombin, jobo, yellow mombin, hog plum, spanish plum, gully plum, jocote, ashanti plum, iyeye, igbo, isada, cajá, ubos, mango ciruelo, omora (Spondias mombin)
- Mongongo (Schinziophyton rautanenii)
- Monstera (Monstera deliciosa)
- Morinda (Morinda spp.)
- Moringa (Moringa oleifera)

### N
- Nance, nanche, nanci, indano, nanchi, nanche, nance blanco, nancite, nancito, chaparro, chaparro de chinche, chaparro de sabana, chaparro peralejo, chaparro manteco, manteco, manteco sabanero, manero, crabo, marushi, maricas, maricao cimarrón, cimarrón, peralejo, peralejo blanco, peralija, changugo, tapal, yoco (Byrsonima crassifolia)
- Naranjilla, lulo, obando, coconilla, nuquí (Solanum quitoense)
- Nim, margosa, lila india (Azadirachta indica)
- Níspero, níspero europeo, nisperero europeo, cardápano, miézpola, míspero, míspola, mispolera, néspera, niéspera, niéspola, níspera, nisperero, níspola, níspolo, nispolero (Mespilus germanica)
- Níspero del Japón, níspero japonés, nisperero del Japón (Eriobotrya japonica)
- Nuez de betel, nuez de areca, palma de betel (Areca catechu)
- Nuez de Brasil, nuez amazónica, castaña de monte, castaña de para, coquito brasileño (Bertholletia excelsa)
- Nuez de cola (Cola acuminata)
- Nuez de pili (Canarium ovatum)
- Nuez moscada (Myristica fragrans)

### P
- Palma africana, palma africana de aceite, palma aceitera (Elaeis guineensis)
- Pampelmusa, cimboa, pomelo (Citrus maxima)
- Panapén, árbol de jack, yaca  (Artocarpus heterophyllus)
- Papaya, papaya, papayón, papayo, mamón, melón papaya, lechosa, melón de árbol, fruta bomba, mapaja, kabaya, mapaya, papaio, abahai (Carica papaya)
- Passiflora, granadilla dulce, granadilla azucarada (Passiflora spp.)[10]
- Pepino africano, melón africano espinudo, fruto del paraíso, milú, kino, kiwano, gaka, gakachika (Cucumis metuliferus)
- Pepino dulce, pepino melón, pera melón, pepino de fruta, melón de árbol (Solanum muricatum)
- Pequi, nuez souari (Caryocar brasiliense)
- Pera
- Pitanga, capulí, ñangapirí, cereza de Cayena, ñangapiry, pitanga, grosella de Cayena  (Eugenia uniflora)
- Pitaya, pitahaya (Hylocereus spp.)
- Plátano malayo (Musa acuminata)
- Pomo (véase Pomarrosa)
- Pomarrosa, pomo, manzana rosa, pumagas, pomo, pero de agua, cajuíl rojo, marañón, manzana, rose-apple, pommerose, pomme-rose, jamerose, jamerosier, pommeroes, appelroes, pommier-rose, jambosier (Syzygium jambos)
- Pomelo (blanco y rosado), toronja (Citrus × paradisi)
- Porongo, calabaza de peregrino, jícaro, mate, guaje, bule, jícaro (Lagenaria siceraria)

### Q
- Quenepa, mamón, cotoperí, huaya, guaya, guayum, maco, papamundo, limoncillo, mamoncillo (Melicoccus bijugatus)

### R
- Rambután, mamón chino, lichas, achotillo, rambustán. (Nephelium lappaceum)
- Riberry, lilly pilly de hojas chicas, cereza satinash, aliso cereza, clavo lilli pilli (Syzygium luehmannii)
- Rosa lisérgica, camilla de elefante, hawaiian baby woodrose (Argyreia nervosa)

### S
- Saguaro, sahuario (Carnegiea gigantea)
- Salacca (Salacca edulis)
- Sandía, patilla, paitilla, melón de agua, aguamelón (Citrullus lanatus)
- Santol, yamapi (Sandoricum koetjape)
- Seso vegeta (Blighia sapida or Cupania sapida)
- Stenocereus thurberi, pitahaya, etcho, echo, cardón

### T
- Tamarillo, tomate de árbol, sachatomate, chilto, tomate andino (Cyphomandra betacea)
- Tamarindo (Tamarindus indica)
- Taxo, curuba, tumbo, parcha  (Passiflora subsección Tacsonia spp.)
- Thaumatococcus (Thaumatococcus daniellii)

### U
- Ubajay (Hexachlamys edulis)
- Uva caimarona, caimarón, uvilla, uva amazónica (Pourouma cecropiifolia)
- Uva de playa, uvero de playa, icaco, uva caleta (Coccoloba uvifera)

### Y
- Yahuar, huayo (Rhigospira quadrangularis)

### Z
- Zapote (Pouteria sapota)
- Zapote blanco, matasano, zapote blanco, chochitzapotl  (Casimiroa edulis)
- Zapote negro (Diospyros nigra)
- Zarandaja, poroto, judía, fríjol de Egipto, chaucha, zarandaja, chaucha japonesa  (Dolichos lablab)

En la Wikipedia en inglés hay más frutas tropicales con artículo. Puedes colaborar localizando el artículo en español y pasándolos a la tabla de arriba.
- African cherry orange (Citropsis schweinfurthii; Rutaceae) (cereza naranja africana)
- Burmese grape, or Latka (Baccaurea sapida; Phyllanthaceae)
- Ceylon gooseberry
- Mabolo (Diospyros discolor; Ebenaceae) also known as a velvet persimmon
- Marang (Artocarpus odoratissima; Moraceae), a breadfruit relative
- Mundu
- Pitomba (Eugenia luschnathiana or Talisia esculenta)
- Pommecythère or pomcité (Spondias cytherea); also known as golden apple, June plum or Jew plum and ambarella, and as cajamanga in Portuguese
- Pulasan
- Safou (Dacryodes edulis), also called atanga or butterfruit
- Wampee (Clausena lansium)
- Winged bean